# Hans von Meibom
Hans Christian Ludwig von Meibom (* 11. Juli 1879 in Hannover; † 18. November 1960 in Berlin) war ein deutscher Verwaltungsjurist in der Provinz Posen.

## Leben
Seine Eltern waren Sophie Westernacher und der Jurist Hubert von Meibom-Olderndorf. Hans von Meibom studierte ab 1898 Rechtswissenschaft an der Ruprecht-Karls-Universität Heidelberg und wurde Mitglied des Corps Vandalia Heidelberg. Nach dem Ersten Staatsexamen war er Gerichtsreferendar am Oberlandesgericht Celle. Nach der Assessorprüfung am Kammergericht wechselte er von der Rechtspflege in die innere Verwaltung des Königreichs Preußen. Als Regierungsassessor kam er 1906 zum Landratsamt Gnesen.
1908 wurde er als Generaldezernent bei der Preußischen Ansiedlungskommission in Posen bestellt. 1914 wurde er Landrat des Kreises Meseritz, der nach den Gebietsabtretungen des Deutschen Reichs im  Friedensvertrag von Versailles zur Grenzmark Posen-Westpreußen gehörte. Von 1921 bis 1933 war von Meibom Mitglied des Preußischen Staatsrates, ab 1930 als 2. Vizepräsident. Von 1922 bis 1933 war er Mitglied des Provinziallandtages der Grenzmark Posen-Westpreußen. Von 1929 bis 1933 war er außerdem Vorstandsmitglied des Deutschen Landkreistages. Im Januar 1933 wurde er als Nachfolger Friedrich von Bülows zum kommissarischen Oberpräsidenten der Grenzmark Posen-Westpreußen mit Sitz in Schneidemühl ernannt. Nach dem Wahlsieg der Nationalsozialistischen Deutschen Arbeiterpartei bei der Reichstagswahl März 1933 zur Disposition gestellt, wurde er 1934 mit 55 Jahren vorzeitig pensioniert.
Von Meibom war Mitglied der DNVP und Zwingherr der Gesetzlosen Gesellschaft zu Berlin.
Im Johanniterorden war er seit 1912 als Ehrenritter, 1926 Rechtsritter. Er gehörte den Provinzial-Genossenschaften Brandenburg und Posen-Westpreußen an. 1949 erhielt er den Ehrentitel Ehrenkommendator. Sein Sohn Hanspeter von Meibom war ebenfalls Ehrenkommendator, sein Enkel Hans-Dieter von Meibom wiederum Kommendator der Rheinischen Genossenschaft, und nachfolgend Ordenskanzler der gesamten Kongregation.